# Dolne Staniątki
Dolne Staniątki (kiedyś Chroszcze, Chrość) – część wsi Staniątki w Polsce, położona w województwie małopolskim, w powiecie wielickim, w gminie Niepołomice.
Dawniej odrębna miejscowość Chroszcze (Chrość) i gmina jednostkowa w powiecie bocheńskim. 1 października 1931 zlikwidowana i włączona do Staniątek. PRNG nadal jako nazwę oboczną podaje Chrość.